# Tatort: Mauerblümchen
Mauerblümchen ist ein Fernsehfilm des Mitteldeutschen Rundfunks aus der ARD-Krimireihe Tatort. Es ist der fünfte Fall des Leipziger Ermittlerduos Saalfeld und Keppler, gespielt von Simone Thomalla und Martin Wuttke, und wurde am 8. März 2009 auf Das Erste erstmals gesendet.

## Handlung
Bürgermeister Armin Lohmann liegt mit aufgeschlitzter Kehle in seiner Wohnung. Es finden sich Fußspuren, die über die Terrasse aus dem Haus hinausführen. Zunächst wirkt die Ehefrau, Katrin Lohmann, verdächtig, da ihr Bett unberührt war, sichtlich Spuren eines weiblichen Gastes im Haus zu finden sind und durchaus eine Eifersuchtstat in Betracht kommt. Von den ganzen Vorgängen überfordert, bricht sie zusammen und muss ins Krankenhaus gebracht werden. Auf dem Acker vor dem Haus der Lohmanns wird ein zerrissenes Abendkleid gefunden. Daran finden sich Blutspuren passend zu denen in Lohmanns Haus.
Lohmanns Arbeitsstelle wird aufgesucht und zunächst der Verdächtige Bauunternehmer Stefan Rose festgenommen. Er hatte Lohmann in einem Brief an ihn bedroht, da es berufliche Differenzen wegen eines Bauvorhabens gab. Saalfeld und Keppler suchen das Hotel „Elster“ auf, in dem Lohmann tags zuvor an einer Tagung teilgenommen hatte. Der Hotelbesitzer Jörg Stein war den Abend nicht anwesend, traf aber bei seiner Rückkehr Stefan Rose noch an. Stein führte im Hotel ein straffes Regime. So hatte er zum Beispiel nach einem Hoteldiebstahl kurzerhand allen Reinigungskräften gekündigt.
Ein Taxifahrer hat zwei Mädchen zum Krankenhaus gebracht, weil eines der Mädchen, Alena Buranek, schwer verletzt war. Sie war wenig bekleidet und stirbt im Krankenhaus an den Folgen ihrer Misshandlungen und an einer Blutvergiftung. Ihre DNA passt zu den Blutspuren an dem Abendkleid. Nach Aussage des Fahrers waren es russische Mädchen. Die Verstorbene arbeitete in einer „Putzfirma Rapid“ als Leiharbeiterin und war zuletzt für das Hotel Elster gebucht gewesen. Dass sie möglicherweise auch als Prostituierte arbeitete, war hier nicht bekannt. Die Sekretärin von Lohmann, Sabine Teichert, hatte nachweislich die Arbeitsgenehmigungen der Mädchen gefälscht, was sie als Freundschaftsdienst für Ulrike Horn, die Chefin der Putzfirma, tat. Diese wollte die Ausländerinnen legal beschäftigen, erpresste sie aber auch, so dass sie im Endeffekt fast umsonst arbeiten mussten.
Keppler untersucht noch einmal den Tatort in Lohmanns Haus und trifft unvermittelt auf Katrin Lohmann. Sie ist tablettenabhängig und auch dem Alkohol zugetan. Sie gesteht, dass ihre Ehe nicht mehr die beste war. Katrin Lohmann beginnt sich zu erinnern, dass in der Tatnacht ein größeres Auto – ein Geländewagen – vor dem Haus gehalten habe. Dies bringt den Bauunternehmer Rose wieder in Verdacht. Daraufhin befragt, gesteht er, Lohmann in der besagten Nacht auf einen Absacker eingeladen zu haben, um ihn milde zu stimmen. Auch das Mädchen Alena hat er für ihn bezahlt; dass sie erst 16 war, habe er nicht gewusst. Unvermittelt meldet sich eine Alena bei der Polizei und gesteht, dass sie ihre Papiere an zwei junge Russinnen, Oxana und Duscha, gegeben hat, damit sie in Deutschland arbeiten konnten. Sie selbst hatte es geschafft, in Deutschland Fuß zu fassen, und wollte auf diese Weise anderen jungen Mädchen eine Chance geben. Die Stadt wird nach Duscha abgesucht, weil sie sehr wahrscheinlich das zweite Mädchen ist und den Mörder kennen und damit in Gefahr sein könnte.
Bei den Ermittlungen stellt sich heraus, dass der Hotelbesitzer Jörg Stein kein Unbekannter im Verkehr mit Minderjährigen ist. So finden Saalfeld und Keppler heraus, dass er Oxana versteckt und eingesperrt hatte. Lohmann ist zufällig dahintergekommen, wollte das Mädchen retten und musste das mit dem Leben bezahlen. Stein hat mittlerweile Duscha ausfindig gemacht und will auch sie umbringen, aber Eva Saalfeld ist zur Stelle, da auch ihr eine Idee gekommen ist, wo sich das Mädchen versteckt haben könnte. Stein aber nimmt kurzerhand Duscha als Geisel, versteckt sich in einem leer stehenden Fabrikgebäude und droht sie zu töten. Keppler kann ihn überwältigen und Duscha befreien.

## Hintergrund
Der Tatort wurde für Das Erste im Auftrag des MDR von Saxonia Media produziert und vom 16. September 2008 bis zum 15. Oktober 2008 in Leipzig und Umgebung gedreht. Der Rechtsmediziner Johannes Striesow (André Röhner), der in den ersten vier Folgen zum festen kriminalistischen Team gehörte, wird nun von Dr. Johannes Reichau (Kai Schumann) abgelöst.

## Rezeption

### Einschaltquoten
Bei der Erstausstrahlung am 8. März 2009 verfolgten 8,12 Mio. Zuschauer diese Tatort-Folge, was einem Marktanteil von 21,4 % entsprach.

### Kritiken
Rainer Tittelbach von tittelbach.tv meinte zu diesem Krimi: „‚Mauerblümchen‘ ist der bislang beste ‚Tatort‘ des neuen MDR-Teams. Endlich hat man sich einmal rausgewagt auf die Straßen von Leipzig. Johannes Fabrick setzt auf die Sinnlichkeit der Schauplätze und auf einen realistischen Bildstil, den die Geschichte von den minderjährigen Tschechinnen, die zur Prostitution genötigt werden, auch benötigt.“